# Simpsonowie (seria 1)
Poniższa lista przedstawia 13 odcinków pierwszego sezonu serialu animowanego Simpsonowie, oryginalnie wyemitowanego w amerykańskiej telewizji FOX. Odcinki w Polsce zostały zaprezentowane przez TVP1, Fox Kids, Canal+ oraz TV Puls.
| # | Kraj              | Premiera         | Tytuł                                 |
| --- | ----------------- | ---------------- | ------------------------------------- |
| 1 - 1x01 7G08 | Stany Zjednoczone | 17 grudnia 1989  | Simpsons Roasting on an Open Fire     |
| 1 - 1x01 7G08 | Polska            | 5 marca 2007     | Simpsonowie pieką się na wolnym ogniu |
| Podczas świątecznych zakupów Bart wymyka się, by zrobić sobie tatuaż. Marge szybko go nakrywa i wydaje rodzinne oszczędności na usunięcie tatuażu. Tymczasem Homer dowiaduje się, że nie otrzyma premii świątecznej od Pana Burnsa. Wychodzi więc, że rodzina nie ma funduszy na zakup prezentów gwiazdkowych. Homer decyduje się zachować kłopoty finansowe w tajemnicy i zatrudnia się w charakterze Świętego Mikołaja w centrum handlowym, żeby później się dowiedzieć, że płaca jest marna. Desperacko szukając cudu, Homer i Bart idą w Wigilię na tor psich wyścigów w nadziei na zarobek. Stawiają wszystko na Pomocnika Świętego Mikołaja, lecz ten przegrywa. Właściciel psa w gniewie każe się mu wynieść, a Homer pozwala Bartowi go zatrzymać. Po powrocie do domu Homer próbuje wyjawić, że Święta są zrujnowane, lecz Bart oznajmia, że mają nowego psa, którego każdy wita jako nowego członka rodziny Simpsonów. |                   |                  |                                       |
| 2 - 1x02 7G02 | Stany Zjednoczone | 14 stycznia 1990 | Bart the Genius                       |
| 2 - 1x02 7G02 | Polska            | 6 marca 2007     | Bart jest geniuszem                   |
| Bart ma kłopoty z rozwiązaniem testu na inteligencję i po kryjomu podmienia testy z klasowym geniuszem Martinem Princem. Po obliczeniu wyników, szkolny psychiatra uznaje Barta za geniusza i posyła go do szkoły dla uzdolnionych dzieci. Homer zaczyna traktować Barta z szacunkiem, lecz Bart zaczyna czuć się nieswojo z nowymi kolegami a dawni odrzucają go. Wyznaje, że oszukiwał na teście i szybko powraca do Szkoły Podstawowej w Springfield. - Gag z tablicą: Nie będę marnował kredy |                   |                  |                                       |
| 3 - 1x03 7G03 | Stany Zjednoczone | 21 stycznia 1990 | Homer's Odyssey                       |
| 3 - 1x03 7G03 | Polska            | 7 marca 2007     | Odyseja Homera                        |
| Klasa Barta zwiedza elektrownię jądrową w Springfield. Homer starający się wyglądać na zapracowanego przypadkowo uderza wózkiem o rurę i powoduje wyciek radioaktywnego gazu. Za co zostaje natychmiast wyrzucony z pracy. Pogrążony w depresji i niezdolny do znalezienia nowej posady, decyduje się na skok z mostu. Rodzina odkrywa jego plan i próbuje go powstrzymać, narażając się na potrącenie przez ciężarówkę. Homer odnajduje powołanie, by poprawić bezpieczeństwo w Springfield. Z powodzeniem postuluje ustawianie nowych znaków drogowych i ostrzeżeń. Jego ambicje sięgają jednak dalej: Homer wzywa do protestu przeciw elektrowni jądrowej. By powstrzymać Homera, pan Burns oferuje mu pracę inspektora ds. bezpieczeństwa wraz z podwyżką, na co Homer przystaje. Uwaga: Waylon Smithers (asystent Burnsa), który w tym odcinku pojawia się pierwszy raz, jest narysowany jako ciemnoskóry. Według producenta, Davida Silvermana był to błąd rysownika, który nieświadomy roli, jaką Smithers miał grać w dalszym ciągu serialu, przypadkowo dobrał dla niego ciemny kolor. Ograniczenia budżetowe nie pozwoliły na przekolorowanie tej sceny, więc błąd pozostał. - Gag z tablicą: Nie będę jeździł na desce na korytarzu |                   |                  |                                       |
| 4 - 1x04 7G04 | Stany Zjednoczone | 28 stycznia 1990 | There's No Disgrace Like Home         |
| 4 - 1x04 7G04 | Polska            | 8 marca 2007     | Największy wstyd to własna rodzina    |
| Homer zabiera rodzinę na piknik zakładowy w posiadłości pana Burnsa. Marge, Bart i Lisa zawstydzają Homera, a on wie, że pan Burns faworyzuje pracowników z porządnymi, kochającymi rodzinami. Przekonany, że on i jego rodzina jest żałosna, Homer zabiera wszystkich do ośrodka terapii rodzinnej doktora Marvina Monroe. Kiedy standardowe metody pozostają bezskuteczne w cywilizowaniu rodziny, dr Monroe ucieka się do terapii szokowej i podłącza Simpsonów do elektrod. Zaraz potem Simpsonowie zaczynają wzajemnie porażać prądem i wywołują przerwy w dostawie energii elektrycznej do Springfield. - Gag z tablicą: Nie będę bekał w klasie |                   |                  |                                       |
| 5 - 1x05 7G05 | Stany Zjednoczone | 4 lutego 1990    | Bart the General                      |
| 5 - 1x05 7G05 | Polska            | 9 marca 2007     | Bart generał                          |
| Bart znieważa Nelsona Muntza, szkolnego łobuza, który w zemście zaczyna go codziennie atakować po lekcjach. Homer sugeruje, by się odgryźć, lecz to nie działa. Bart odwiedza Dziadka w poszukiwaniu porady. Ten zabiera Barta na spotkanie z Hermanem, który proponuje by Bart zrekrutował dzieciaki ze szkoły i wypowiedział Nelsonowi wojnę. Bart i jego armia atakuje Nelsona, odnosi sukces i przekonuje go, by zaprzestał swoich złych zachowań. |                   |                  |                                       |
| 6 - 1x06 7G06 | Stany Zjednoczone | 11 lutego 1990   | Moaning Lisa                          |
| 6 - 1x06 7G06 | Polska            | 12 marca 2007    | Smutna Mona Lisa                      |
| Lisa wpada w depresję, co wpływa na jej zachowanie w szkole. Jednak ani Marge, ani Homer nie potrafią jej rozweselić. Pewnej nocy Lisa słyszy z oddali muzykę - jazz - i wykrada się z pokoju, by za nią podążyć. Spotyka Murphy’ego Krwawiące Dziąsła, który uczy ją jak wyrażać swe uczucia poprzez grę na saksofonie. Kiedy Marge następnego ranka podwozi Lisę do szkoły, sugeruje jej, aby wciąż się uśmiechała, bez względu na swój humor. Gdy jednak Marge widzi Lisę zaprzeczającą swojej osobowości, rozumie, że właśnie to jest powodem jej smutku. Marge nakazuje Lisie być sobą, a cała rodzina wybiera się na występ Murphy’ego w lokalnym klubie jazzowym. - Gag z tablicą: Nie będę namawiał do rewolucji - Gościnnie wystąpił Ron Taylor. |                   |                  |                                       |
| 7 - 1x07 7G09 | Stany Zjednoczone | 18 lutego 1990   | The Call of the Simpsons              |
| 7 - 1x07 7G09 | Polska            | 13 marca 2007    | Simpsonowie traperami                 |
| Homer zazdrości Flandersowi nowego wozu kempingowego i wybiera się do dilera tych pojazdów by kupić własny. Załatwia sobie model w opłakanym stanie i zabiera rodzinę na wycieczkę, w trakcie której niszczy wóz. Pozostawiając Marge i Lisę za sobą, Bart i Homer szukają drogi powrotnej do cywilizacji, jednak bez większego sukcesu. Później Homer zostaje przez pomyłkę wzięty za Wielką Stopę i złapany. Marge, Bart i Lisa zostają uratowani a Homer wypuszczony, chociaż naukowcy nadal nie mogą zdecydować się, do którego gatunku przynależy Homer. - Gag z tablicą: Nie będę malował na lekcjach gołych kobiet |                   |                  |                                       |
| 8 - 1x08 7G07 | Stany Zjednoczone | 25 lutego 1990   | The Telltale Head                     |
| 8 - 1x08 7G07 | Polska            | 14 marca 2007    | Gadająca głowa                        |
| Bart zaprzyjaźnia się z Dolphem, Jimbo i Kearneyem, grupą lokalnych rozrabiaków. Próbując im zaimponować, Bart odcina i kradnie głowę statui Jebediaha Springfielda. Następnego dnia całe miasto boleje nad uszkodzoną statuą, a Bart dowiaduje się, że jego nowi kumple chętnie by pobili wandala. Mając wyrzuty sumienia, Bart wyznaje prawdę swej rodzinie. Homer i Bart zabierają głowę z powrotem na jej miejsce. - Gag z tablicą: Nie widziałem Elvisa |                   |                  |                                       |
| 9 - 1x09 7G11 | Stany Zjednoczone | 18 marca 1990    | Life on the Fast Lane                 |
| 9 - 1x09 7G11 | Polska            | 15 marca 2007    | Urodzony dzikus                       |
| Homer zapomina o urodzinach Marge i wyrusza prędko do centrum handlowego, gdzie pod wpływem impulsu kupuje kulę do kręgli. Marge nie jest zachwycona podarkiem, ale gdy Homer przymierza się do przejęcia kuli, na złość jemu decyduje się wybrać sama do kręgielni. Na miejscu spotyka Jacques’a, czarującego instruktora gry w kręgle, który oferuje jej lekcje. Jacques zaczyna podrywać Marge i w końcu zaprasza ją do swego mieszkania. Marge się zgadza, lecz potem popada w dylemat moralny. Ostatecznie wybiera się z wizytą do Homera do elektrowni. |                   |                  |                                       |
| 10 - 1x10 7G10 | Stany Zjednoczone | 25 marca 1990    | Homer's Night Out                     |
| 10 - 1x10 7G10 | Polska            | 16 marca 2007    | Nocny wypad Homera                    |
| Bart kupuje miniaturowy aparat szpiegowski i z ukrycia robi zdjęcie Homerowi tańczącemu z tancerką zwaną Księżniczką Kaszmir, zamówioną na wieczór kawalerski kolegi z pracy. Rozdaje kopie tego zdjęcia swoim przyjaciołom, przyczyniając się do jego cyrkulacji po mieście, aż w końcu widzi je Marge. Wyrzuca Homera z domu wyjaśniając potem, że jest zła nie tyle o taniec, a o fakt, że Bart go widział. Żąda, by zabrał Barta za sobą do Księżniczki Kaszmir i przeprosił ją. Homer się zgadza i mówi, że jest gotów zacząć szanować kobiety. - Gag z tablicą: Nie będę nazywał nauczycielki „gorącą babeczką" - Gościnnie wystąpił Sam McMurray. |                   |                  |                                       |
| 11 - 1x11 7G13 | Stany Zjednoczone | 15 kwietnia 1990 | The Crepes of Wrath                   |
| 11 - 1x11 7G13 | Polska            | 19 marca 2007    | Grona gniewu                          |
| Dyrektor Skinner ma dość wybryków Barta i proponuje mu wyjazd do Francji w ramach programu wymiany uczniów. Rodzina na to przystaje i Bart zostaje wysłany do „pięknego zamku”, który w rzeczywistości jest zrujnowaną winnicą. César i Ugolin, dwoje pozbawionych skrupułów właścicieli, traktują Barta jak niewolnika i poją go winem zanieczyszczonym rozmrażaczem. W tym samym czasie albański chłopiec zwany Adil wprowadza się do Simpsonów. Homer oprowadza chłopca po elektrowni nie wiedząc, że w rzeczywistości jest on szpiegiem wysłanym przez swój kraj dla zdobycia projektów nuklearnych. Po pewnym czasie we Francji, Bart poznaje język i donosi władzom na niecne praktyki Césara i Ugolina. - Gag z tablicą: Guma czosnkowa nie jest zabawna |                   |                  |                                       |
| 12 - 1x12 7G12 | Stany Zjednoczone | 29 kwietnia 1990 | Krusty Gets Busted                    |
| 12 - 1x12 7G12 | Polska            | 20 marca 2007    | Krusty za kratkami                    |
| Podczas zakupów w Kwik-E-Mart Homer staje się świadkiem rabunku dokonanego przez osobę, za którą uważa się klauna Krusty'ego, gospodarza uwielbianego przez Barta programu telewizyjnego. Krusty trafia do aresztu, a jego program przejmuje jego asystent, Pomocnik Bob. Bart jest pewny niewinności swego idola i wszczyna własne śledztwo, które go zaprowadza do „najlepszego przyjaciela Krusty'ego”, Pomocnika Boba. Bart oskarża go o dokonanie rabunku, które miało pogrążyć klauna. Bob zostaje aresztowany i Krusty dziękuje Bartowi za uratowanie go. - Gag z tablicą: Oni śmieją się ze mnie, a nie z moich dowcipów |                   |                  |                                       |
| 13 - 1x13 7G01 | Stany Zjednoczone | 13 maja 1990     | Some Enchanted Evening                |
| 13 - 1x13 7G01 | Polska            | 21 marca 2007    | Miły wieczór                          |
| Marge czując się niedoceniana przez Homera, dzwoni do radiowego terapeuty, a Homer słyszy rozmowę podczas pracy. Homer chcąc wynagrodzić Marge za wszystko, zabiera ja na kolację do wykwintnej restauracji i wynajmuje opiekunkę dla Barta i Lisy. Zostaje im przysłana panna Botz, w której potem Bart i Lisa rozpoznają „nianię-złodziejkę” z telewizji. Zostają związani i zakneblowani, lecz Maggie ich uwalnia. Rodzeństwo samo wiąże pannę Botz i wzywa policję. Do domu wracają rodzice i nieświadomi, co dokonały ich dzieci, puszczają opiekunkę wolno tuż przed przybyciem radiowozów. Uwaga: Odcinek ten został przygotowany i miał być emitowany jako pierwszy. Jednak zespół, przygotowując po raz pierwszy dłuższy film, popełnił kilka drobnych błędów, które spowodowały, że Matt Groening zdecydował o cofnięciu go do poprawek. W rezultacie pierwszy odcinek został ostatecznie wyemitowany jako ostatni w pierwszym sezonie. - Gag z tablicą: Nie będę krzyczeć „pali się” w klasie - Gościnnie wystąpiła Penny Marshall. |                   |                  |                                       |